# Aurelio Genghini
Aurelio Genghini (San Giovanni in Marignano, 1º ottobre 1907 – Roma, 11 settembre 2001) è stato un maratoneta italiano, medaglia di bronzo nella maratona agli europei del 1934.

## Biografia
Nato a San Giovanni in Marignano, nell'allora provincia di Forlì, si trasferì con la famiglia nella capitale, dove lavorò nelle tranvie.
Come atleta si specializzò nella maratona. Giunse secondo dietro Michele Fanelli nella maratona di Torino nel 1932 con 2h45'55". Fece meglio l'anno successivo vincendo il titolo italiano con il tempo di 2h38'39", primato personale.
Vinse la medaglia di bronzo nella maratona agli europei del 1934, alle spalle del finlandese Armas Toivonen e dello svedese Thore Enochsson, dal quale venne superato al quarantesimo km.
Ai Giochi olimpici del 1936 si ritirò nella finale.
Nel 1937 vinse il suo secondo titolo nazionale con 2h40'13".

## Progressione

### Maratona
Genghini è stato presente per 2 stagioni nella top 25 mondiale della maratona..
| Stagione | Tempo    | Luogo   | Data       | Rank. Mond. |
| -------- | -------- | ------- | ---------- | ----------- |
| 1937     | 2h40'13" | Ferrara | 1-8-1937   | 22º         |
| 1933     | 2h38'39" | Torino  | 15-10-1933 | 18º         |

## Palmarès
| Anno | Manifestazione  | Sede    | Evento   | Risultato | Prestazione | Note |
| ---- | --------------- | ------- | -------- | --------- | ----------- | ---- |
| 1934 | Europei         | Torino  | Maratona | Bronzo    | 2h55'03"    |      |
| 1936 | Giochi olimpici | Berlino | Maratona | Finale    | dnf         |      |

## Campionati nazionali
- 2 volte campione italiano assoluto di maratona (1933, 1937)